# Neuroleon (Neuroleon) loangeinus
Neuroleon (Neuroleon) loangeinus is een insect uit de familie van de mierenleeuwen (Myrmeleontidae), die tot de orde netvleugeligen (Neuroptera) behoort. 
Neuroleon (Neuroleon) loangeinus is voor het eerst wetenschappelijk beschreven door Navás in 1932.